# Stenus insignis
Stenus insignis är en skalbaggsart som beskrevs av Thomas Casey. Stenus insignis ingår i släktet Stenus och familjen kortvingar. Inga underarter finns listade i Catalogue of Life.